# Période de latence
Pour les articles homonymes, voir Période de latence (homonymie).
En médecine, la période de latence désigne la période sans symptômes cliniques entre l'exposition d'un tissu biologique à un agent pathogène et la réponse du tissu.  
Cela peut correspondre à la période d'incubation ou bien être une rémission après une phase active de la maladie, par exemple dans le cas de la syphilis latente, de varicelle-zona, de la maladie de Lyme...
En infectiologie la  période de latence (d)  correspond à l'intervalle de temps entre l'infection d'une personne et le début de sa contagiosité; elle se distingue de la période de latence clinique en cas d’existence de porteurs sains qui peuvent transmettre la maladie sans exprimer de symptômes.